# Big Sandy (Tennessee)
Big Sandy è un comune degli Stati Uniti d'America, situato nello Stato del Tennessee, nella Contea di Benton.